# Parlevliet & Van der Plas
Parlevliet & Van der Plas, oft kurz P & P, ist ein niederländisches Fischereiunternehmen. Es ist weltweit im Fischfang und in der Fischvermarktung tätig und gehört zu den größten Hochseefischereikonzernen Europas.

## Geschäftstätigkeit

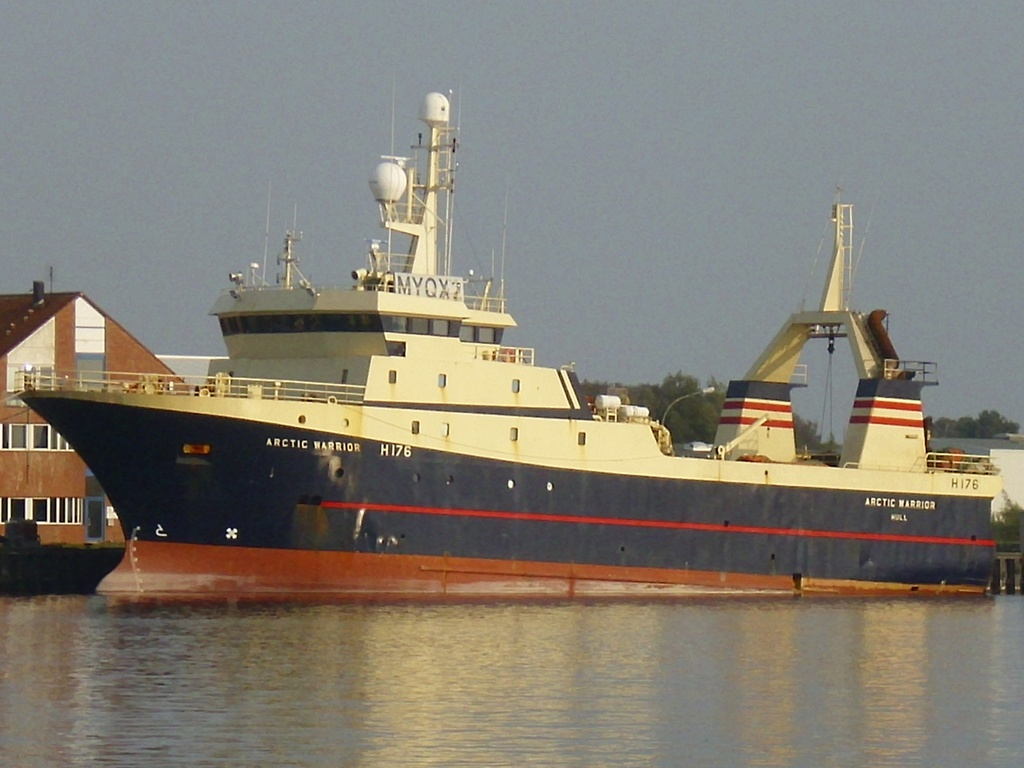
Die Arctic Warrior

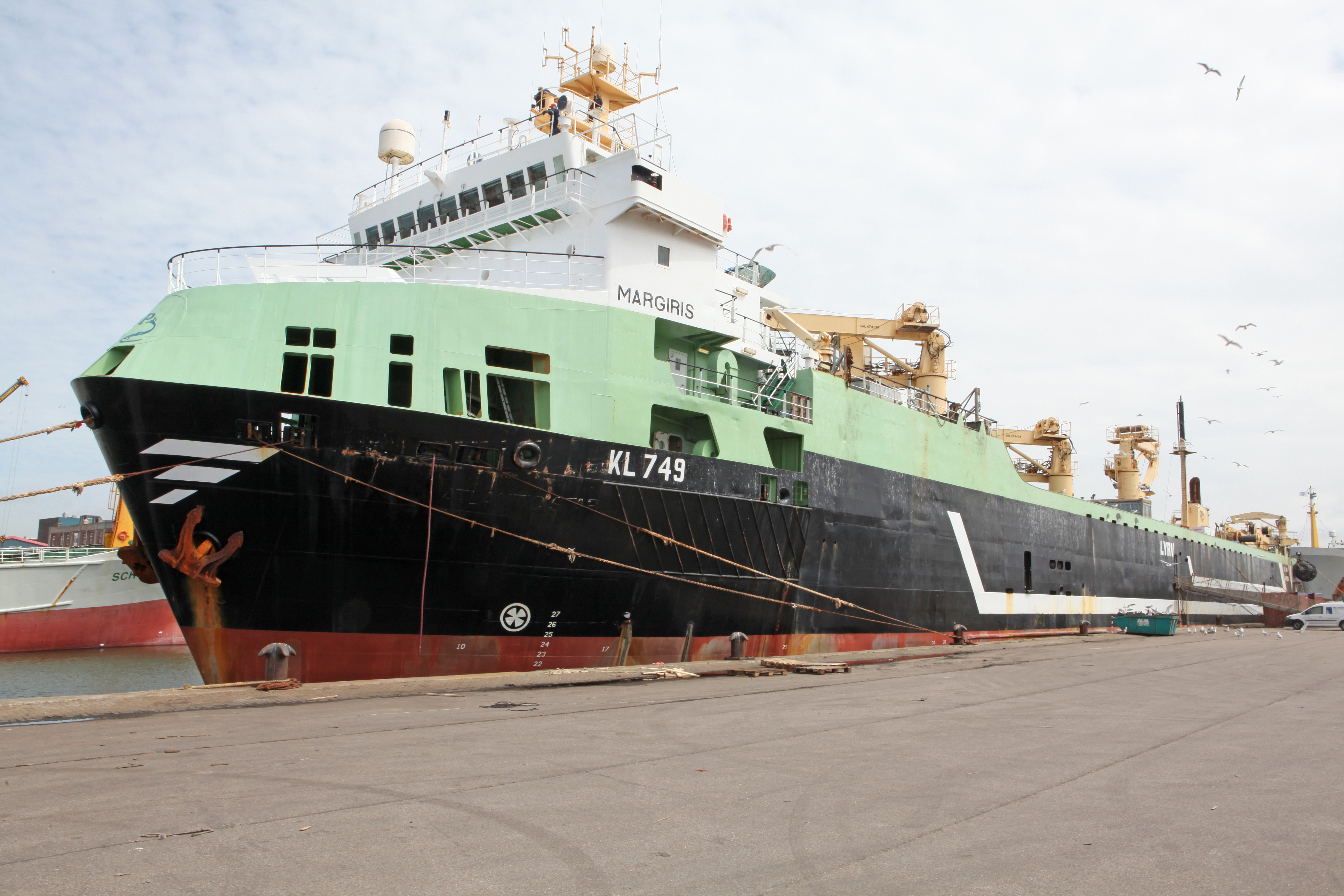
Die in Klaipėda beheimatete Margiris

P & P verfügt über eine eigene Fangflotte, welche (Stand Mai 2020) aus sieben Schiffen für die Pelagische Fischerei (Schleppnetzfang) und achtzehn Schiffen für die Grundnetzfischerei besteht, darunter einige der größten der Welt, beispielsweise die Margiris, die Jan Maria oder die Maartje Theadora, das derzeit größte unter deutscher Flagge fahrende Fabrikschiff. Die Schiffe fahren unter verschiedenen Flaggen. Die Fanggebiete liegen in der Nordsee, der Biskaya, rund um die britische Insel und Irland, Island, vor Westafrika und im Südpazifik. Jährlich werden bis zu 250.000 Tonnen Fisch gefangen, in mehreren eigenen Tiefkühlhäusern (u. a. im Hafen IJmuiden und Bremerhaven) gelagert, in eigenen Fabriken (u. a. in Harderwijk, Sassnitz-Mukran und auf den Färöern) verarbeitet und mit eigenen Lkw transportiert. Das Unternehmen beschäftigt rund 8000 Mitarbeiter (2022). 2002 erzielte P & P 200 Millionen Euro Umsatz. Es ist Mitglied des Lobby-Unternehmensverbundes Pelagic Freezer Association.

## Geschichte
Das bis heute in Familienbesitz befindliche Unternehmen wurde 1949 in Katwijk aan Zee von Dirk Parlevliet und den Brüdern Dirk und Jan van der Plas gegründet und entwickelte sich von einem kleinen Herings-Handel zum global operierende Fischfang-Imperium. Ende der 1950er- und zu Beginn der 1960er-Jahre expandierte das Unternehmen nach Deutschland, da der heimische Absatzmarkt zu klein geworden war. In dieser Zeit stieg es auch in die Hochseefischerei ein. 1959 schaffte man sich das erste Fabrikschiff an, die Jan Maria. Das Spektrum der gefangenen Fischarten wurde allmählich über den Hering hinaus erweitert. 1967 stellte P & P seinen ersten Tiefkühltrawler, die Annie Hillina, in Dienst. 1986 wurde in Bremerhaven die Tochterfirma Doggerbank Seefischerei GmbH gegründet, die Hering- und Makrelenfang betreibt, 1993 in Rostock-Warnemünde die Oderbank Hochseefischerei GmbH, 1998 die Mecklenburgische Hochseefischerei GmbH in Sassnitz. Eine für den Vertrieb zuständige Tochterfirma der Mecklenburger Hochseefischerei GmbH ist die 1999 gegründete German Seafrozen Fish Handelsgesellschaft mbH (GSF) mit Sitz in Bremerhaven.
2002 entstand im Katwijker Vorort Valkenburg die neue Hauptverwaltung des Konzerns. Im Februar 2009 wurde mit der Ocean Food GmbH, Bremerhaven, das bis dahin letzte in deutscher Hand befindliche Hochseefischereiunternehmen übernommen.

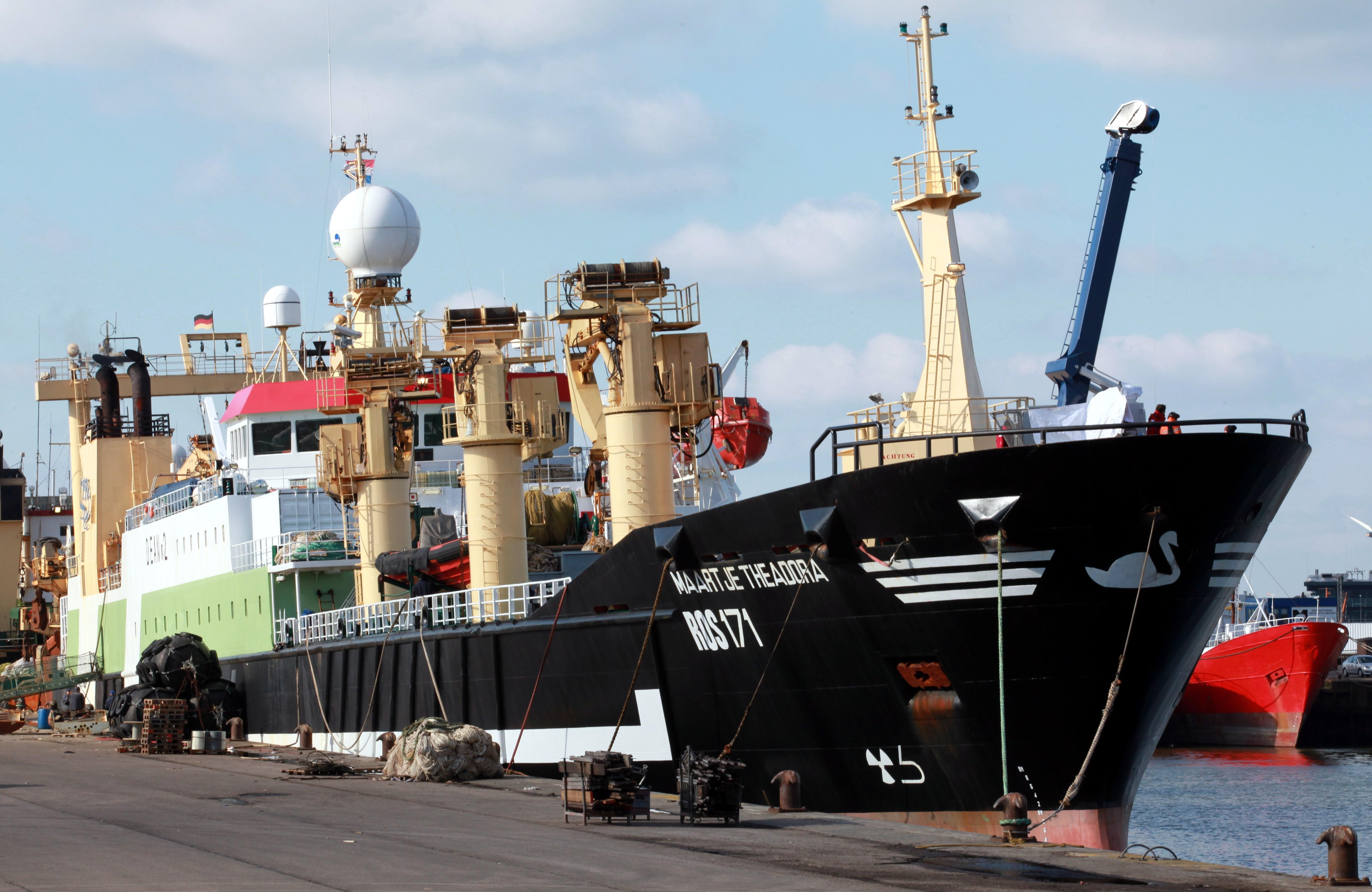
Maartje Theadora mit dem SkySails Start- und Landesystem (blau) am Bug des Schiffes (März 2010)

Im Oktober 2009 vereinbarte Parlevliet & Van der Plas mit dem Zugdrachen-Hersteller SkySails, den 141 m langen Trawler ROS-171 Maartje Theadora mit einem 160 m² großen SkySails-Segel auszustatten und weitere Erprobungen und ggf. Anpassungen vorzunehmen.
Anfang 2011 erwarb P & P die zuvor schon geleaste Fischfabrik Kollafjord Pelagic in Kollafjørður auf den Färöer-Inseln.
Im Juni 2012 wurde von Parlevliet & Van der Plas auf der Ostseeinsel Rügen im Sassnitzer Ortsteil Mukran das EuroBaltic-Fischverarbeitungszentrum in Betrieb genommen. Das zu diesem Zeitpunkt größte und modernste Fischverarbeitungswerk Europas kostete 80 Millionen Euro, wovon über 61 Millionen durch Subventionen von EU, Bund und Land aufgebracht wurden. Dort werden jährlich über 30.000 Tonnen Hering, Dorsche, Flundern und Sprotten zu Fischlappen, Filets und Tiefkühlkost stark automatisiert verarbeitet (die Verarbeitungskapazität liegt bei bis zu 50.000 Tonnen, die Lagerkapazität bei 20.000 Tonnen). Einen großen Anteil liefern Fischer aus Sassnitz und Mecklenburg-Vorpommern, die ihre Fänge zu vereinbarten Festpreisen mit eigenen Kuttern, mit angemieteten Fischtankern oder per Lkw an der Pier des Verarbeitungszentrums anliefern. Der Rest kommt aus Schleswig-Holstein, Dänemark, Schweden und den Niederlanden.
Eine ebenfalls in Sassnitz ansässige Tochterfirma von P & P ist die Westbank Hochseefischerei GmbH. Weitere Tochterunternehmen von P & P befinden sich im Vereinigten Königreich (UK Fisheries Ltd, Kingston upon Hull, ein 50/50-Joint Venture mit der zum isländischen Fischereikonzern Samherji gehörenden Onward Fishing Co.) und in Litauen (Atlantic High Sea Fishing Company, Klaipėda).
Bis Ende 2013 leitete Mark Parlevliet, einer der Enkel des Gründers, als Direktor die deutsche Niederlassung von P & P, die Doggerbank Seefischerei. 2012 war er bei der Entwicklung der Fischereiaktivitäten von P&P in Namibia aktiv. Im Jahr 2014 kaufte P & P den größten Garnelenverarbeiter Europas, die niederländische Heiploeg, nachdem diese Insolvenz angemeldet hatte. Deren belgische Tiefkühltochter Morubel wurde abgetrennt und blieb Eigentum der Rabobank, später ging sie an Bencis Capital Partners. 2018 übernahm P & P  die Deutsche See.
Im November 2020 wurde eine Verbindung von Parlevliet & Van der Plas zu Samherji im Rahmen des internationalen Fishrot-Korruptionsskandals bekannt.

## Parlevliet & Van der Plas in Deutschland
P & P ist in Deutschland in der originären Fischerei, in der Fischverarbeitung und im Fischhandel aktiv.

### Fischerei
Die Fischerei wird von der Doggerbank Seefischerei GmbH (Bremerhaven) bzw. deren Tochtergesellschaften Ostbank Hochseefischerei GmbH, Oderbank Hochseefischerei GmbH, Nordbank Hochseefischerei GmbH und Westbank Hochseefischerei GmbH (alle mit Sitz in Sassnitz) sowie der Mecklenburger Hochseefischerei GmbH (ebenfalls Sassnitz) betrieben. Hierbei werden die folgenden, in Rostock beheimateten und unter Rostocker Fischereikennzeichen fahrenden Schiffe eingesetzt (Stand: Mai 2020):
| Schiffsname      | Fischereikennzeichen | Reederei                            | Eigner |
| ---------------- | -------------------- | ----------------------------------- | ------ |
| Mark             | ROS 777              | Mecklenburger Hochseefischerei GmbH | P&P    |
| Annie Hillina    | ROS 170              | Ostbank Hochseefischerei GmbH       | P&P    |
| Helen Mary       | ROS 785              | Oderbank Hochseefischerei GmbH      | P&P    |
| Gerda Maria      | ROS 786              | Nordbank Hochseefischerei GmbH      | P&P    |
| Maartje Theadora | ROS 171              | Westbank Hochseefischerei GmbH      | P&P    |

Sowohl die Doggerbank Seefischerei GmbH als auch die Mecklenburger Hochseefischerei GmbH sind Mitglied im Deutschen Hochseefischereiverband e. V.

### Fischverarbeitung und -handel
Fischverarbeitung betreibt P & P in Deutschland an den Standorten Sassnitz-Neu-Mukran (Euro-Baltic Fischverarbeitungs GmbH) und Bremerhaven (German Seafrozen Fisch Handelsgesellschaft mbH). Euro-Baltic mit einem Jahresumsatz von rund 52 Mio. EUR im Jahr 2018 ist spezialisiert auf die Verarbeitung von Hering. German Seafrozen mit einem Jahresumsatz von rund 73 Mio. EUR im Jahr 2018 verarbeitet und vertreibt seegefrorene Filets von Rotbarsch, Kabeljau, Makrele, Hering und Seelachs und betreibt hierzu mehrere Tiefkühllager in Bremerhaven.
Ebenfalls in der Fischverarbeitung sowie im Handel mit Großverbrauchern aktiv ist die Deutsche See GmbH in Bremerhaven, die mit ihren 22 Niederlassungen als größter deutscher Fischverarbeiter gilt. Ihr Umsatz betrug 2017 rund 400 Mio. EUR.

## Kritik
Die Westbank Hochseefischerei GmbH wurde 2012 in Frankreich wegen illegaler Fischerei mit der Maartje Theadora zu einer Strafe von 580.000 Euro verurteilt.
Die Umweltorganisation Greenpeace wirft Parlevliet & Van der Plas vor, mit ihren Supertrawlern wiederholt gegen Bestimmungen zum Schutz vor Überfischung verstoßen zu haben.
Im März 2013 berichtete das ZDF-Magazin Frontal 21 und die niederländische Sendung Zembla, die Besatzung der Jan Maria habe 2012 den Fangwert illegal erhöht, indem sie bereits gefischte, verwertbare und eingelagerte Fische tot wieder über Bord gekippt hat, um Platz für andere oder größere Fische, die mehr finanziellen Ertrag versprechen, zu schaffen. Diese Praxis nennt sich „High-grading“ und wurde schon Jahre zuvor unter Strafe gestellt, um den Raubbau an der knappen Ressource Fisch zu begrenzen.
Ein nautischer Offizier, der auf der Jan Maria mitgefahren war, konnte anhand zweier Dokumente, des offiziellen Fangtagebuchs für die Behörden sowie einer geheimen Fangkladde, diese Praxis der Fischvernichtung auf See belegen. Memecke erstattete Anzeige und überreichte die Dokumente der zuständigen Behörde, der Bundesanstalt für Landwirtschaft und Ernährung. Demnach waren allein bei einer der vier dokumentierten Fangreisen mehr als 1,6 Millionen Kilogramm Hering vernichtet worden. Nach einer zehnmonatigen Untersuchung erhielt der Kapitän eine geringe Strafe. Die Bundesanstalt für Landwirtschaft und Ernährung teilte mit, „zweifelsfreie Verstöße der Reederei konnten nicht festgestellt werden“.
Ende November 2013 brachte die irische Küstenwache ein Fangschiff der Unternehmensgruppe wegen des Verdachts auf „High-Grading“ auf.
Die Tatsache, dass die Fischerei nach dem Standard der Nachhaltigkeitsorganisation Marine Stewardship Council als nachhaltig arbeitend zertifiziert wurde, die das Gütesiegel trotz des Aufdeckens des illegalen High-Grading nicht aberkannte, wird von Greenpeace und anderen Organisationen zusätzlich kritisiert.

## Dokumentation
- Bis zum letzten Fang – Das Geschäft mit dem Fisch Dokumentation, Deutschland, 2013, NDR – (62 Min.+); Regie: Jutta Pinzler, Mieke Otte. Erstausstrahlung Arte, 7. Januar 2014.
- Deutschlands größter Hochseetrawler auf Fangfahrt, Dokumentation, Deutschland, 2020, Welt – (96 Min.)